# Municipio de Pleasant (condado de Brown)
El municipio de Pleasant (en inglés: Pleasant Township) es un municipio ubicado en el condado de Brown en el estado estadounidense de Ohio. En el año 2010 tenía una población de 5745 habitantes y una densidad poblacional de 61,24 personas por km².

## Geografía
El municipio de Pleasant se encuentra ubicado en las coordenadas 38°50′29″N 83°54′2″O / 38.84139, -83.90056. Según la Oficina del Censo de los Estados Unidos, el municipio tiene una superficie total de 93.82 km², de la cual 92,79 km² corresponden a tierra firme y (1,1 %) 1,03 km² es agua.

## Demografía
Según el censo de 2010, había 5745 personas residiendo en el municipio de Pleasant. La densidad de población era de 61,24 hab./km². De los 5745 habitantes, el municipio de Pleasant estaba compuesto por el 96,03 % blancos, el 1,69 % eran afroamericanos, el 0,23 % eran amerindios, el 0,45 % eran asiáticos, el 0,17 % eran de otras razas y el 1,43 % eran de una mezcla de razas. Del total de la población el 0,56 % eran hispanos o latinos de cualquier raza.